# 粉绿野丁香
粉绿野丁香（学名：Leptodermis potanini var. glauca）为茜草科野丁香属下的一个变种。

## 扩展阅读
- 維基物種上的相關：粉绿野丁香